# Anadia bitaeniata
Anadia bitaeniata е вид влечуго от семейство Gymnophthalmidae.

## Разпространение и местообитание
Видът е разпространен във Венецуела.
Обитава райони с умерен климат, гористи местности, планини и ливади.